# Anaxeton ellipticum
Anaxeton ellipticum là một loài thực vật có hoa trong họ Cúc. Loài này được Lundgren mô tả khoa học đầu tiên năm 1972.